# Ceratosolen capensis
Ceratosolen capensis är en stekelart som beskrevs av Grandi 1955. Ceratosolen capensis ingår i släktet Ceratosolen och familjen fikonsteklar. Inga underarter finns listade i Catalogue of Life.